# استان بیوبیو
استان بیوبیو (به اسپانیایی: Provincia de Biobío) یک استان در شیلی است که در منطقه بیوبیو واقع شده‌است. استان بیوبیو ۱۴٬۹۸۷٫۹ کیلومتر مربع مساحت و ۳۷۳٬۹۸۱ نفر جمعیت دارد.